# Heston Aerodrome

i7
i11
i13
Der Heston Aerodrome war ein Flugplatz im Westen Londons im Vereinigten Königreich, der von 1929 bis 1947 in Betrieb war. Er lag angrenzend an den Ortsteilen Heston und Cranford des Ortes Hounslow in der Grafschaft Middlesex. Im September 1938 flog der britische Premierminister Neville Chamberlain von Heston aus im Verlauf von zwei Wochen dreimal nach Deutschland, um mit Adolf Hitler zu sprechen und schließlich das Münchner Abkommen zu unterzeichnen.

## Anfänge
Die Idee zum Heston Air Park hatten die beiden Piloten und Eigentümer eines gemeinsamen Flugzeugs Nigel Norman und Alan Muntz im Jahr 1928. Gebaut wurde er von deren gemeinsamen Unternehmen Airwork Ltd. Eröffnet wurde der Flugplatz am 5. Juli 1929, um als Ziel für das zweitägige Luftrennen King’s Cup Race zu dienen. Zu dieser Zeit war die Airwork Flugschule bereits bekannt und viele Privatflugzeuge wurden nach Heston verlegt. Des Weiteren zog der Household Brigade Flying Club, auch bekannt als der Guards Flying Club von Brooklands nach Heston. Regelmäßige öffentliche Veranstaltungen wie Flugschauen, öffentliche Vorstellungen neuer Flugzeugtypen, Flugplatzfeste, Luftrennen und Starts von Langstreckenrekordversuchen machten Heston zu einem Hauptzentrum für den Luftsport. 1931 machte das King’s Cup Race wieder in Heston Station. Seit seiner Eröffnung war Heston der erste Flugplatz im Vereinigten Königreich, der über einen Hangar und ein Vorfeld aus Beton verfügte. Zusätzliche Hangars, weitere Einrichtungen und Erweiterung des Flugfelds kamen während der 1930er Jahre hinzu.

## Kommerzieller Betrieb
Im September 1931 wurde der Heston Air Park in Heston Airport umbenannt und eine Zollabfertigung sowie Einrichtungen für die Passagierabfertigung eingeführt. Des Weiteren wurden Anlagen für den Nachtflug installiert. Im Jahr 1932 wurde der Flugplatz als kommerzieller Ausweichflughafen klassifiziert, der angeflogen werden konnte, wenn der Croydon Airport im Nebel lag. Es wird behauptet, dass das Zentralgebäude der erste speziell für diesen Zweck errichtete Kontrollturm war, auf dem alle modernen Kontrolltürme basieren.
Im April 1933 richtete die Spartan Air Lines eine zweitägliche Verbindung Cowes auf der Isle of Wight ein. Während des Jahres 1934 wurden diese Flüge von Croydon aus durchgeführt, im Jahr 1935 in Zusammenarbeit mit Railway Air Services wieder nach Heston zurückverlegt. Ab dem 28. Januar 1934 flog Jersey Airways täglich nach Saint Helier auf der Insel Jersey. Ab Mai 1934 flogen die Fluggesellschaften Portsmouth, Southsea, and Isle of Wight Company (PS&IOW) von Heston zur Isle of Wight und British Air Navigation Company (BANCO), die vorher Charterflüge über den Ärmelkanal durchgeführt hatte, nach Le Touquet, Dieppe, Pourville und Deauville. Weitere ansässige Flugverkehrsunternehmen waren unter anderem Air Commerce Ltd, Anglo-American Air Services, Birkett Air Service Ltd und Wrightson Air Hire. In den Jahren 1934 und 1935 führte die United Airways Limited Flüge von Heston zum Stanley Park Aerodrome in Blackpool durch.
1936 wählte die durch den Zusammenschluss von Spartan Air Lines, United Airways Ltd und Hillman’s Airways entstandene British Airways Ltd Heston als ihre Basis. British Airways Ltd zog dann zunächst auf den Gatwick Airport und später auf den Croydon Airport, bevor sie im Mai 1938 wieder nach Heston zurückkehrte, wo sie bis zum April 1940 blieb.

## Flugzeughersteller
Unter anderem waren die Flugzeughersteller Comper Aircraft Company von 1933–1934, die Chrislea Aircraft von 1936 bis 1947, die Heston Aircraft Company von 1934 bis 1948 und die Fairey Aviation Company von 1945 bis 1947 in Heston ansässig. Des Weiteren nutzten Carden-Baynes Aircraft und Navarro Safety Aircraft den Flugplatz. Die Mignet HM.14 Flying Flea, die Watkinson Dingbat, die Luton Minor, die Helmy Aerogypt, die Fane F.1/40 und der Gyrokopter Hafner AR.III absolvierten in Heston ihre Jungfernflüge.

## Rekordversuche
Am 25. Dezember 1930 startete Mildred Mary Petre in ihrer Blackburn Bluebird IV zu einer Weltumrundung im Alleinflug. Am 24. November erreichte sie nach einer Strecke von 10.330 mi (16.625 km) in fünfundzwanzig Tagen Tokyo. Von dort reiste sie per Schiff nach Vancouver, wo die Bluebird wieder montiert wurde. Von dort flog sie über Medford, Tucson, San Diego und Baltimore nach New York City, von wo aus sie per Schiff nach Le Havre fuhr. Am 19. Februar 1931 flog sie zum Flughafen Lympne. Auf ihrer Weltumrundung legte sie eine Flugstrecke von insgesamt etwa 19.000 mi (30.578 km) und stellte mehrere Weltrekorde auf. Am folgenden Tag wurde sie von einem Begleitflugzeug nach zum Croydon Airport eskortiert, wo sie die Presse und bekannte Persönlichkeiten erwarteten. Später flog sie nach Heston zurück, wo sie von Nigel Norman empfangen wurde.
Am 10. Juli 1933 landete die Avro 618 mit dem Namen „Faith in Australia“ und dem Kennzeichen VH-UXX nach einem durch eine Notlandung aufgrund eines defekten Kolbens in Persien missglückten Rekordversuch von Australien nach England in Heston. Die Besatzung bestand aus dem Piloten Charles Ulm, Gordon Taylor, George „Scotty“ Allan und J. A. W. Edwards. Nachdem das Flugzeug von Avro repariert worden war, trafen Ulm und seine Mannschaft Vorbereitung für einen Rekordversuch für einen transatlantischen Flug über Irland nach Neufundland. Unglücklicherweise brach das Fahrwerk am Strand von Portmarnock und Ulm gab den Versuch auf. Am 12. Oktober 1933 brach die „Faith in Australia“ vom Great Western Aerodrome nach Derby in Western Australia auf und brach den Rekord für die Strecke England–Australien.
Am 9. August 1934 landete der erste Flug vom kanadischen Festland, gestartet in Wasaga Beach, ins Vereinigte Königreich nach einer Strecke von 3.700 mi (5.955 km) und einer Flugzeit von dreißig Stunden und fünfundfünfzig Minuten in Heston. Die Piloten J. R. Ayling und L. G. Reid versuchten auf diesem Flug, der ursprünglich von Wasaga Beach nach Bagdad geplant war, mit ihrer DH.84 Dragon („Trail of the Caribou“, Kennzeichen G-ACJM) den damals gültigen Langstreckenrekord von 5.657 mi (9.104 km) zu brechen. Vereisung des Motors führte jedoch zu erhöhtem Treibstoffverbrauch. In Kombination mit schlechtem Wetter führte dies letztendlich zum Abbruch des Versuchs.

## Geplante Erweiterung
Während der späten 1930er-Jahre bewertete die britische Regierung die Zukunft der Luftfahrt und der Flugplätze in London. Daraufhin wurde entschieden, dass London insgesamt vier Flughäfen erhalten sollte. Dazu gehörten Croydon und Heston sowie geplante Flughäfen in Fairlop in Essex und in Lullingstone in Kent. Zu diesem Zeitpunkt hatte man bereits begonnen den Heston Airport zu erweitern und zu modernisieren, um ihn zum modernsten Flughafen in Europa zu machen. Neue Drainagen wurden verlegt und Bäume in der Nähe der Flugwegen entfernt. Landebahnbefeuerungen und Funknavigationshilfen wurden installiert. Des Weiteren wurden Flächen und Gebäude rund um den Flugplatz angekauft. Im Jahr 1937 kaufte das Air Ministry den Flughafen und baute ihn zu einer Größe aus, die fast der Größe des Croydon Airport entsprach, wodurch Heston zum zweiten Londoner Flughafen dieser Zeit wurde. Imperial Airways flog von Heston aus Ziele im Empire an und British Airways bediente die europäischen Ziele. Das Vorfeld hatte zu dieser Zeit eine Größe von 3.540 ft (1.079 m) mal 2.700 ft (823 m) erreicht.
Der Air Ministry Heston and Kenley Aerodromes Extension Act von 1939 ermöglichte den Zwangsverkauf von Grundstücken und die Schließung von Straßen, die für die Erweiterung benötigt wurden. Gegen die Erweiterungspläne regte sich jedoch insbesondere von der Heston Aircraft Company, deren ortsansässige Fabrik abgerissen werden sollte, Widerstand. Im Jahr 1939 begannen die Arbeiten mit dem Abriss mehrerer Häuser in der Nähe des hounslower Stadtteils Cranford, die jedoch mit dem Ausbruch des Zweiten Weltkriegs eingestellt wurden.

## „Peace for our time“ 1938

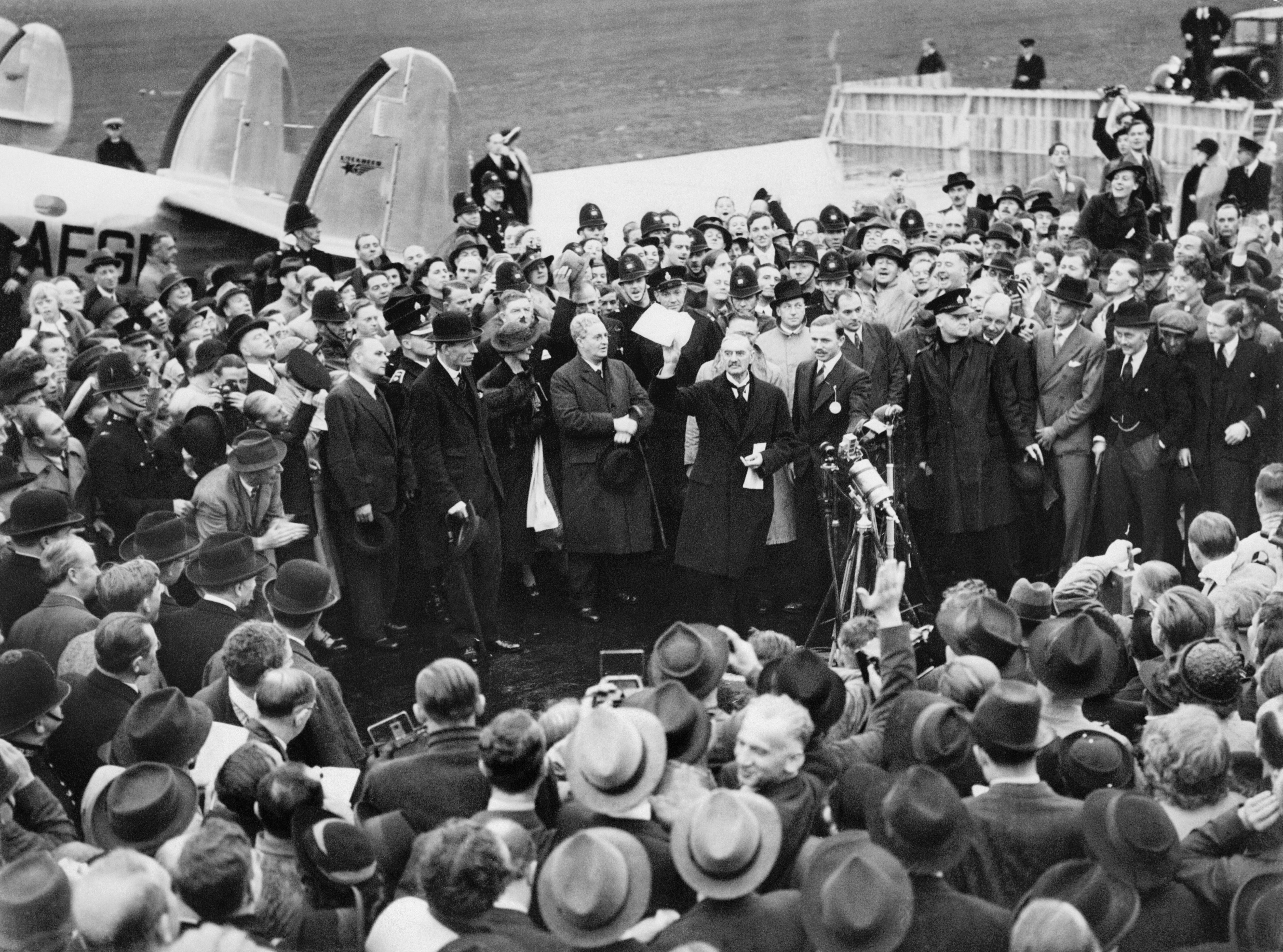
Neville Chamberlain präsentiert einer Menschenmenge in Heston nach seiner Rückkehr am 30. September 1938 das Münchner Abkommen.

Am 15. September 1938 flog der britische Premierminister Neville Chamberlain mit einer Lockheed Modell 10 der British Airways mit dem Kennzeichen G-AEPR von Heston nach München, um in Berchtesgaden Reichskanzler Adolf Hitler zu treffen. Am 22. September 1938 flog er in einer Lockheed 14 mit dem Kennzeichen G-AFGN zum Flughafen Köln-Bonn für ein Treffen in Bad Godesberg. Am 29. September 1938 flog er schließlich mit der gleichen Maschine zum letzten Mal nach Deutschland, wo er das Münchner Abkommen unterzeichnete. Nach seiner Rückkehr am 30. September 1938 hielt er seine Rede „Peace for our time“.

## Linienbetrieb 1939–1940
Das Air Ministry wollte den Flugplatz ursprünglich im September 1939 vollständig für einen zivilen Linienbetrieb von der Airwork Ltd übernehmen. Nach dem Beginn des Zweiten Weltkriegs wurde dieses Vorhaben jedoch nicht weiter verfolgt. Ab dem 1. September 1939 wurden Flugzeuge und Verwaltung der British Airways Ltd und der Imperial Airways zum Bristol (Whitchurch) Airport verlegt und von dort aus gemeinschaftlich von der britischen Regierungsorganisation National Air Communications geführt. Die Strecken zum Flughafen Le Bourget, nach Stockholm und zu anderen Zielen wurden mit Mustern wie der De Havilland DH.86 Express, der Lockheed 14, der De Havilland DH.91 Albatross und der Armstrong Whitworth A.W.27 weiter betrieben. Ab dem Oktober 1939 dürfte Fluglinien aus neutralen Ländern wie Belgien, Dänemark und den Niederlanden nur noch zivile Flugplätze an der Küste wie den Shoreham Airport anfliegen. Air France erhielt jedoch die Erlaubnis, die Strecke Paris–Heston mit Flugzeugen vom Typ Dewoitine D.338 weiterzuführen. Am 1. April 1940 wurden British Airways Ltd und Imperial Airways offiziell zur British Overseas Airways Corporation (BOAC) fusioniert.
Nach der Kapitulation der Niederlande am 14. Mai 1940 konnten einige Maschinen der KLM der Gefangennahme entgehen und flohen in das Vereinigte Königreich. Ab 4. Juni 1940 richtete die BOAC mit Maschinen vom Typ De Havilland DH.91 Albatross eine Verbindung nach Lissabon ein, um das Vereinigte Königreich an den transatlantischen Verkehr der Pan American World Airways anzuschließen, der mit Flugbooten des Typs Boeing 314 durchgeführt wurde. Nach der Niederlage Frankreichs am 22. Juni 1940 wurde der Verkehr nach Lissabon ab dem 26. Juni 1940 mit Maschinen vom Typ Douglas DC-3 durchgeführt, die inklusive der niederländischen Besatzung von KLM gechartert wurden. Im August 1940 wurden fünf DC-3s in Großbritannien durch eine Niederlassung der KLM registriert und in Heston stationiert. Ende August 1940 wurden alle Maschinen der BOAC inklusive der KLM-Maschinen nach Whitchurch verlegt. Daher flogen die Maschinen nach Lissabon zunächst nach Heston, um Passagiere aufzunehmen, flogen dann wieder zurück nach Whitchurch und von dort aus nach Lissabon. Während eines solchen Fluges stürzte die DC-3 mit dem Kennzeichen G-AGBC am 21. September 1940 beim Landeanflug auf Heston ab. Zuvor hatte eine deutsche Luftmine am 19. September 1940 einen Hangar beschädigt, der offiziell seit 1939 von der British Airways Ltd belegt war. Danach wurden von Heston aus keine Linienflüge mehr durchgeführt.

## Militärischer Betrieb 1939–1945
Am 22. September wurde die geheime Einheit für Luftaufnahmen „Heston Flight“ der Royal Air Force angegliedert und ihrem zivilen Leiter Sidney Cotton der Rang Squadron Leader zuerkannt. Am 1. November 1939 wurde sie in „No. 2 Camouflage Unit“, am 17. Januar „No. 1 Photographic Development Unit“ umbenannt. Am 18. Juni wiederum erhielt sie die Bezeichnung „No. 1 Photographic Reconnaissance Unit“ und wurde dem Kommando von Wing Commander G. W. Tuttle unterstellt. Nachdem am 19. September mehrere Flugzeuge der Einheit durch eine Luftmine beschädigt wurden, wurde die Einheit am 27. Dezember 1940 zur RAF Benson verlegt. Am 12. Mai 1941 wurde die No. 1422 Flight RAF unter dem Kommando von Squadron Leader Arthur Edmond Clouston gegründet, die mit einer Reihe von Flugzeugen für die Entwicklung von Abfangmanövern ausgestattet war. Darunter befanden sich mit einem Turbinlite ausgerüstete Maschinen der Typen Douglas A-20 und De Havilland DH.98 Mosquito. Nach ihrer Auflösung im Jahr 1944 wurde diese Einheit zur Einheit „Special Projectile Flight“ des Royal Aircraft Establishment und blieb in Heston. Unter den Einheiten, die zu verschiedenen Zeiten in Heston stationiert waren gehörten die polnischen Fliegerstaffeln der RAF 302, 303, 306, 308, 315, 316 und 317, die hauptsächlich Maschinen der Typen Supermarine Spitfire and Hawker Hurricane einsetzten. Weitere in Heston stationierte Einheiten waren die Staffeln 515, 129 und 116 sowie die Operational Training Units 53 und 61. Kurzzeitig waren auch verschiedene Einheiten der US Air Force in Heston stationiert.

## Nachkriegszeit
Nach dem Ende des Zweiten Weltkriegs wurden die Pläne aus dem Jahr 1939 für die vier Londoner Flughäfen nicht weiter verfolgt. Stattdessen wurde der Flughafen London Heathrow als Hauptflughafen Londons ausgewählt, was aufgrund dessen Nähe zum Heston Airport einen regulären Flugbetrieb in Heston unmöglich machte. In den unmittelbaren Nachkriegsjahren wurde der Platz noch von der US Air Force genutzt.
Seit seiner offiziellen Schließung im Jahr 1947 fanden dennoch verschiedene Flugbewegungen statt. So fand am 9. Juni ein Betriebssportfest der BOAC in Heston statt in dessen Verlauf unter anderem eine Miles M.14A Hawk Trainer, eine De Havilland DH.82 Tiger Moth, eine Auster J/1B Aiglet, eine De Havilland DH.104 Dove und eine De Havilland DH.84 Dragon in Heston landeten. Teile des Flugplatzes waren im Jahr 1962 immer noch Eigentum der britischen Regierung, als der Bau des M4 motorway begann. Da zusätzlich Platz für die Autobahnraststätte „Heston Services“ benötigt wurde, wurde diese im Jahr 1965 auf dem nördlichen Teil des Flugplatzes errichtet. Die Abfertigungsgebäude wurden bis zum Juni 1978 noch von der Civil Aviation Authority genutzt und nach deren Auszug abgerissen. Der letzte dokumentierte Flug von Heston war ein Abschiedsflug von CAA-Angestellten mit einem Bell 206B JetRanger mit dem Kennzeichen G-BCWN am 6. Juni 1978.

### Woodason Aircraft Models
Der Heston Airport war während der 1930er-Jahre und nach dem Zweiten Weltkrieg auch der Standort von Woodason Aircraft Models. Das Unternehmen wurde von Victor Woodason gegründet und baute detaillierte Flugzeugmodelle für Luftfahrtindustrie, Fluggesellschaften, Filmproduktionen, Merchandising, Werbung, Flugzeugeigentümer und Sammler sowie für das Air Ministry und andere Regierungseinrichtungen. Im Jahr 1939 war Woodason gezwungen, seine Werkstatt vom Flugplatz auf einen Bauernhof, die Grange Farm, zu verlegen, die im Osten an Heston angrenzte. Ungefähr zu dieser Zeit wurde das Unternehmen von der Straight Corporation übernommen, die eine weitere Werkstatt auf dem Fliegerhorst der Royal Air Force RAF Weston-super-Mare eröffnete, um den großen Bedarf an Flugzeugmodellen während des Zweiten Weltkriegs decken zu können.

## Heutiger Zustand

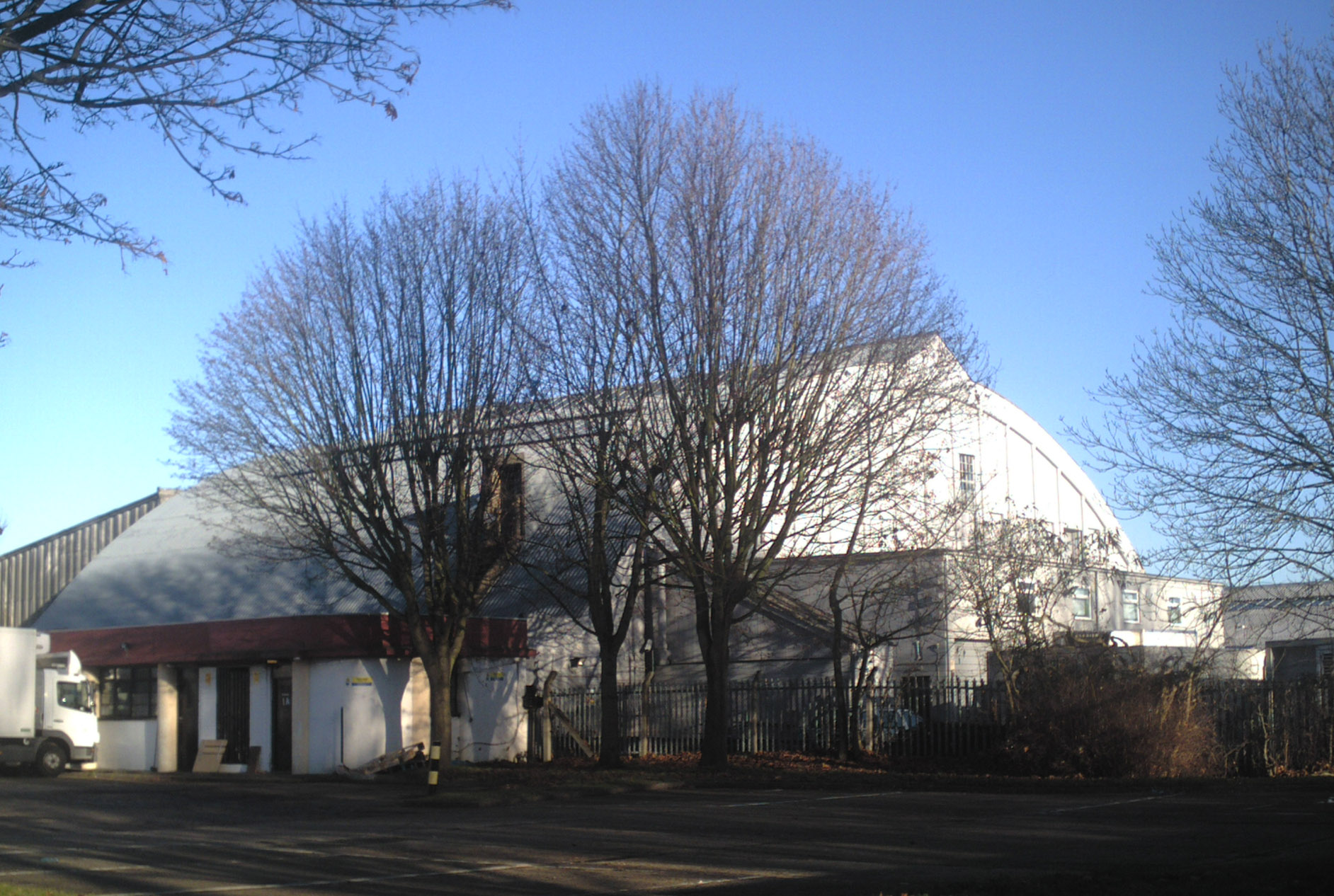
Hanger des Heston Airport aus dem Jahr 1929

Ein Teil des ehemaligen Flugplatzes ist heute mit Wohn- und Gewerbegebieten bebaut. Von Osten nach Westen durchläuft der M4 motorway mit einer großen Raststätte das Gelände. Das Gelände nördlich des M4 ist Teil des Airlinks-Golfplatzes. Viele der Straßen in dem Gebiet besitzen Namen mit Bezug zur Luftfahrt wie zum Beispiel die Bleriot Road, Cobham Road, Johnson Road, Norman Crescent, Sopwith Road, Whittle Road und de Havilland Road. Die ursprüngliche, von Bäumen gesäumte Zufahrtsstraße – der Aerodrome Way – existiert bis heute. Lediglich der Hangar von A. Jackaman & Sons, auf dem einst ein überdimensionales, beleuchtetes Airwork-Logo montiert war, ist als einziges ehemaliges Gebäude des Flughafens noch vollständig erhalten. Dieser Hangar war im Jahr 1929 der erste aus Beton bestehende Hangar im Vereinigten Königreich. Im Jahr 2009 wurde das Gebäude mit dem Grade II in die Statutory List of Buildings of Special Architectural or Historic Interest aufgenommen.

## Zwischenfälle
- Am 21. September 1940 verunglückte eine Douglas DC-3-194B der British Overseas Airways Corporation (BOAC) (Luftfahrzeugkennzeichen G-AGBC) bei der Landung auf dem Flugplatz Heston im Nebel und wurde irreparabel beschädigt. Über Personenschäden ist nichts bekannt.[21]